# Света Тројица (Солун)
Света Тројица (грч. Αγία Τριάδα, Аја Тријада) је приморско насељено место у општини Солунски Залив у периферији Средишња Македонија, Грчка. Према попису из 2021. године било је 1.990 становника.
Насеље је подигнуто после 1922. године на локацији Мали Карабурну. Насељене су 102 грчке избегличке породице из Турске, којих је на попису из 1928. године било 350.